# Alcyonidioides
Alcyonidioides is een monotypisch geslacht van mosdiertjes uit de familie van de Alcyonidiidae en de orde Ctenostomatida.

## Soort
- Alcyonidioides mytili (Dalyell, 1848) = Mosselmosdiertje